# Peul nigérian
Le peul nigérian est une variété du peul parlée principalement au Nigeria, mais aussi  au Cameroun et au Tchad.

## Caractéristiques
Cette variété possède un taux d'intercompréhension de 40 à 50 % avec le peul de l'Adamaoua. Sa similarité lexicale est la plus grande avec le peul du Niger centre-oriental, puis avec le peul de l'Adamaoua, ensuite avec le peul du Niger occidental et enfin avec le peul de Maasina.

## Dialectes
Ethnologue recense les dialectes de kano-katsina, du bororo (aku, fulfulde caka Nigeria, mbororo, peul nomade, woylaare) et du sokoto tandis que Glottolog répertorie ceux du peul de Bauchi, du bororo de Kano et Zaria, du gombe, du kano-katsina et du peul de Zaria.

## Utilisation
Le peul nigérian est surtout utilisé en famille et parfois au marché, par des personnes de tous âges. Bien que fiers de leur langue à l'oral comme à l'écrit, ses locuteurs trouvent l'anglais plus prestigieux et les jeunes veulent de plus en plus apprendre cette langue.
Il est utilisé comme langue seconde par les locuteurs de nombreuses autres langues et sert de langue véhiculaire sur les marchés des états de Bauchi, Gombe et de Borno.

## Écriture
Pour écrire le peul nigérian, l'alphabet latin est utilisé depuis 2003 et l'alphabet arabe depuis 2011.
Le taux d'alphabétisation pour les locuteurs dont c'est la langue maternelle est de moins de 1 % avec l'alphabet latin et de moins de 20 % avec l'alphabet arabe, mais les jeunes générations ont un intérêt marqué dans l'apprentissage de la lecture et de l'écriture.
| A a | B b | Mb mb | Ɓ ɓ | C c | D d | Nd nd | D d | E e | F f | G g | Ng ng | H h | I i   | J j | Nj nj |
| K k | L l | M m   | N n | Ŋ ŋ | O o | P p   | R r | S s | T t | U u | W w   | Y y | Ny ny | Ƴ ƴ | ’ ’   |

## Bibliothèque
- (fuv) Ɓaleeri Fulfulde (ABCD), Fulfulde Literacy Promotion Project (FLPP), 2020 (lire en ligne)
- (en) Carolin Huber, Alhaji Umaru Babuga Deye et Alhaji Yakubu Esa, Orthography guide for Fulfulde-Jaafun as spoken in the North West Region of Cameroon, SIL, 2011 (lire en ligne)